# Skeletocutis nothofagi
Skeletocutis nothofagi är en svampart som beskrevs av Rajchenb. 1979. Skeletocutis nothofagi ingår i släktet Skeletocutis och familjen Polyporaceae.   Inga underarter finns listade i Catalogue of Life.